# شعب هولوهولو
شعب هولوهولو ( يُسمى أيضًا هوروهورو أو كالانجا) هي مجموعة عرقية تعيش في جميع أنحاء مدينة كاليمي على ضفاف بحيرة تنجانيقا في محافظة تنجانيقا الحالية بجمهورية الكونغو الديمقراطية، وعلى الضفة المقابلة للبحيرة في تنزانيا.